# 121008 Michellecrigger
121008 Michellecrigger este o planetă minoră (asteroid) din centura de asteroizi. A fost descoperită pe 14 ianuarie 1999 la Catalina Station⁠(d) de Catalina Sky Survey. 
Obiectul prezintă o orbită caracterizată de o semiaxă mare de 2,2587291202458 UAi, o excentricitate de 0,23, o înclinație de 26,1 ° în raport cu ecliptica.